# Garita (Nuovo Messico)
Garita, conosciuta anche come Variadero, è una comunità non incorporata (unincorporated community) della contea di San Miguel nel Nuovo Messico, negli Stati Uniti. La comunità si trova sulla New Mexico State Road 104, dove attraversa il fiume Conchas. Fu fondata nel 1872 da Jesús Angel, un colono di Bernal.
Garita ha un ufficio postale con ZIP code 88421, aperto il 19 gennaio 1907; l'ufficio postale ha usato il nome Variadero in modo intermittente fino agli anni 1920. I due nomi della comunità provengono entrambi da termini spagnoli; Variadero deriva da variar, che significa "cambiare", a causa dei cambiamenti nel corso del fiume, mentre Garita significa "vedetta" o "edificio governativo".
Inizialmente Variadero era chiamata "Estrada" dal primo colono, Jose Laureano Estrada, che durante il periodo della guerra civile costruì un'abitazione temporanea lungo il Conchas Arroyo. Jose Laureano è sepolto nel cimitero cattolico attraverso l'autostrada 104 dalla chiesa cattolica a Variadero. Sua moglie Filomena Estrada de Madrid è sepolta al suo fianco. La lapide è ancora visibile per entrambi e recita "Jose Laureano Estrada, 1835-1898, il primo colono di Variadero".
Garita quindi fu colonizzata come già detto prima. Garita, tuttavia, era il nome dato agli enormi blocchi quadrati di arenaria a circa otto miglia a sud-est di Variadero lungo l'autostrada 104 che ricordava ai primi coloni una garita che è "posta di sentinella" in spagnolo. Un piccolo arroyo a circa un quarto di miglio a nord-ovest della garita venne chiamato Garita Creek. Successivamente i coloni spostarono le loro abitazioni ad ovest, lungo il Garita Creek e una piccola comunità in quell'area era conosciuta come Garita. Quando i servizi postali furono uniti, l'area era chiamata sia Garita che Variadero.